# M. Shadows
Matthew Charles Sanders (* 31. července 1981), lépe znám pod pseudonymem M. Shadows, je hlavní vokalista, textař a zakladatel americké heavy metalové kapely Avenged Sevenfold. Je znám pro svůj výrazně drsný styl zpěvu a příležitostný screaming.

## Diskografie

### V Avenged Sevenfold
| Rok  | Album                                   |
| ---- | --------------------------------------- |
| 2001 | Sounding the Seventh Trumpet            |
| 2003 | Waking the Fallen                       |
| 2005 | City of Evil                            |
| 2007 | Avenged Sevenfold                       |
| 2008 | Live in the LBC & Diamonds in the Rough |
| 2010 | Nightmare                               |
| 2013 | Hail to the King                        |
| 2016 | The Stage                               |
| 2023 | Life Is But a Dream…                    |

### Jako spoluautor
| Rok  | Album                                     | Umělec               | Song                                             |
| ---- | ----------------------------------------- | -------------------- | ------------------------------------------------ |
| 2002 | Portrait of the Goddess                   | Bleeding Through     | "Savior, Saint, Salvation" se Synysterem Gatesem |
| 2005 | Death for Life                            | Death By Stereo      | "Entombed We Collide"                            |
| 2005 | Death for Life                            | Death By Stereo      | "This Is Not The End"                            |
| 2007 | Good Morning Revival                      | Good Charlotte       | "The River" se Synysterem Gatesem                |
| 2007 | Requiem                                   | The Confession       | "The End Is Near"                                |
| 2007 | Black in the Saddle                       | Cowboy Troy          | "Buffalo Stampede"                               |
| 2007 | Demo                                      | Kisses for Kings     | "Like Always"                                    |
| 2009 | Feel the Steel                            | Steel Panther        | "Turn Out the Lights"                            |
| 2010 | Slash                                     | Slash                | "Nothing To Say"                                 |
| 2010 | Any Port in a Storm                       | The Dirty Heads      | "The Dirty Heads" se Slashem                     |
| 2011 | Begin Again                               | Atreyu               | "Go Alone"                                       |
| 2012 | Sin and Bones                             | Fozzy                | "Sandpaper"                                      |
| 2012 | Burning in the Water... Drowning in Flame | Pitch Black Forecast | "Landmine"                                       |
| 2012 | Lace Up'                                  | MGK                  | "Save Me"                                        |